# Dick Weisgerber
Richard Arthur „Dick“ Weisgerber (* 19. Februar 1913 in Kearny, New Jersey; † 14. Mai 1984 in Sturgeon Bay, Wisconsin) war ein US-amerikanischer American-Football-Spieler. Er spielte in der National Football League (NFL) bei den Green Bay Packers.

## Spielerlaufbahn

### Collegekarriere
Weisgerber besuchte in Newark die High School und studierte nach seinem Schulabschluss an der Willamette University in Salem. An seinem College spielte er auch American Football. Im Jahre 1936 wurde er zum All American gewählt. Von 1934 bis 1938 gewann er mit seinem Team jeweils die Meisterschaft in der Northwestern Conference. Von seiner Collegeliga wurde er viermal zum All-Star gewählt.

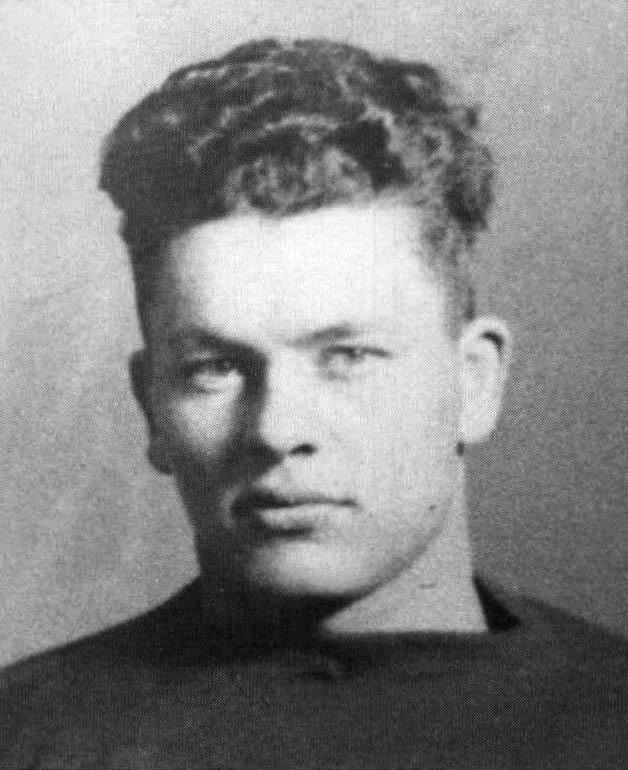
Curly Lambeau

### Profikarriere
Im Jahr 1938 erhielt Weisgerber einen Vertrag bei den von Curly Lambeau trainierten Green Bay Packers. Im Team aus Green Bay spielte Weisgerber neben zahlreichen Auswahlspielern wie Bill Lee, Arnie Herber, Don Hutson oder Clarke Hinkle. Bereits in seinem ersten Spieljahr zog Weisgerber mit seinem Team in das NFL Endspiel ein. Das Spiel gegen die New York Giants ging allerdings mit 17:3 verloren. 1939 konnten die Packers neun ihrer 11 Spiele gewinnen. Die Mannschaft zog erneut in das NFL Endspiel ein. Gegner waren wiederum die New York Giants, die diesmal mit 27:0 geschlagen wurden. 1941 setzte Weisgerber ein Jahr aus, nach der Saison 1942 beendete er seine Laufbahn.

## Ehrungen
Weisgerber spielte 1940 im Pro Bowl und ist Mitglied in der Willamette University Hall of Fame.

## Nach der NFL Laufbahn
Weisgerber betrieb nach seiner Laufbahn ein Restaurant in Fish Creek, Wisconsin.